# Ouldja Boulballout
Pour les articles homonymes, voir El Ouldja.
Ouldja Boulballout est une commune de la wilaya de Skikda en Algérie.